# Ian Bell
Ian Ronald Bell (Coventry, 11 aprile 1982) è un crickettista inglese.